# Givira
Givira este un gen de insecte lepidoptere din familia Cossidae.

## Specii[1]
- Givira albosignata
- Givira amanosa
- Givira aregentipuncta
- Givira argenteolaminata
- Givira australis
- Givira binubila
- Givira brunnea
- Givira brunneoguttata
- Givira carla
- Givira chiclin
- Givira cleopatra
- Givira difflua
- Givira egipan
- Givira felicoma
- Givira fidelis
- Givira gabriel
- Givira gnoma
- Givira guatalis
- Givira hypomelaleuca
- Givira isarba
- Givira isolde
- Givira kunzei
- Givira leonera
- Givira lotta
- Givira marga
- Givira minuta
- Givira moche
- Givira modisma
- Givira morosa
- Givira obidosa
- Givira onscura
- Givira platea
- Givira rubida
- Givira sandelphon
- Givira stypus
- Givira superquadra
- Givira talboti
- Givira triplex
- Givira tristis
- Givira tucumanata
- Givira variabilis
- Givira watsoni
- Givira vicunensis
- Givira viletta
- Givira v-nigra